# Ahamada Haoulata
Ahamada Hadidja Haoulata Ali Moudhir (arab. ‏أحمدا حديجة حولة علي مظير‎; ur. 6 maja 1975) – komoryjska lekkoatletka, olimpijka.
Wystąpiła na Letnich Igrzyskach Olimpijskich 1996 w eliminacjach biegu na 400 m. Z wynikiem 1:03,44 zajęła ostatnią 7. pozycję w swoim biegu eliminacyjnym. Jej rezultat był najsłabszym wynikiem wśród 48 sklasyfikowanych zawodniczek. Haoulata jest pierwszą kobietą ze swojego kraju, która wystąpiła na igrzyskach olimpijskich.
Rekord życiowy w biegu na 400 m – 1:03,44 (1996).